# 최엘비
최엘비(Choilb, 본명: 최재성, 1993년 9월 9일 ~ )는 대한민국의 래퍼이다. 씨잼과 비와이가 속해있는 $exy $treet의 일원이며, 기리보이의 WYBH 크루의 일원이다.
2013년 레이지 본즈 (Lazy Bones)라는 예명으로 데뷔하여, 첫 믹스테이프 《Love & Life & Lazy》을 발매하였다.
2016년 예명을 레이지 본즈 (Lazy Bones)에서 최엘비 (Choilb)로 변경하였다.

## 디스코그래피
- 2013년 7월 29일 믹스테잎 'Love & Life & Lazy'
- 2014년 10월 17일 디지털 싱글 'Daily Routine'
- 2015년 11월 18일 디지털 싱글 '썰물'
- 2016년 2월 12일 디지털 싱글 'OCEAN'
- 2017년 9월 19일 EP '푸른바다37'
- 2019년 1월 25일 정규 '오리엔테이션'
- 2019년 6월 7일 EP 'PUG LIFE 1/4'
- 2020년 10월 16일 정규 'CC'
- 2021년 11월 7일 정규 '독립음악'